# Nowobureiski
Nowobureiski (russisch Новобуре́йский) ist eine Siedlung städtischen Typs in der Oblast Amur (Russland) mit 6827 Einwohnern (Stand 1. Oktober 2021).

## Geographie

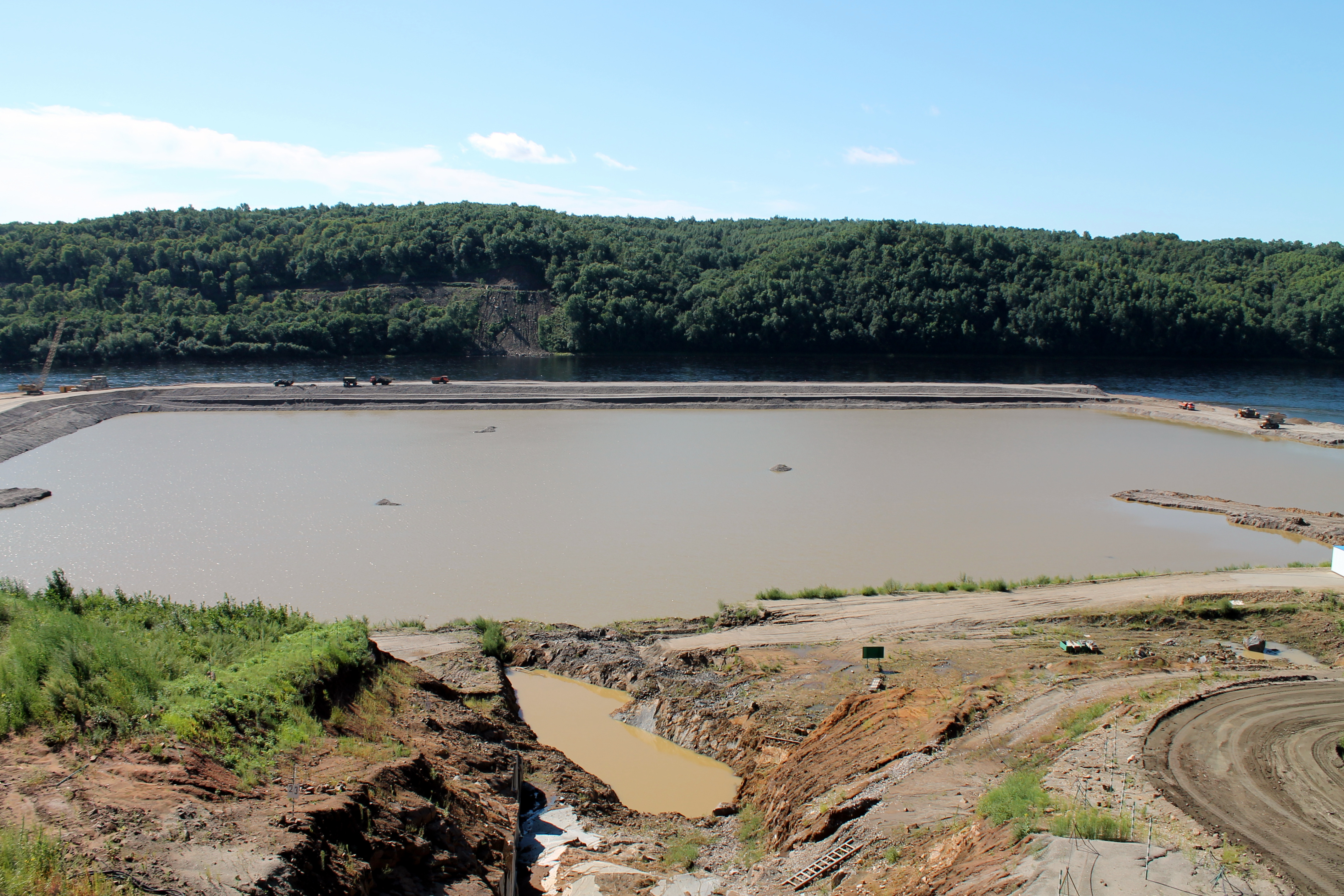
Baustelle der Unteren Bureja-Talsperre bei Nowobureiski

Der Ort liegt etwa 175 km Luftlinie ostsüdöstlich des Oblastverwaltungszentrums Blagoweschtschensk am rechten Ufer der Bureja. Einige Kilometer flussaufwärts (östlich) von Nowobureiski ist seit 2010 die erstmals bereits in den 1930er-Jahren geplante Untere Bureja-Talsperre mit Wasserkraftwerk (Nischnebureiskaja GES) in Bau.
Nowobureiski ist Verwaltungssitz des Rajons Bureiski sowie Sitz der Stadtgemeinde (gorodskoje posselenije) Possjolok Nowobureiski, zu der neben der Siedlung noch das Dorf Nikolajewka gehört.

## Geschichte
Der Ort entstand 1900 als Aussiedlung des wenige Kilometer flussabwärts (südwestlich) gelegenen Dorfes Malinowka und nannte sich daher Malinowski wysselok, später Pristan-Malinowka („Anlegestelle-Malinowka“), ab dem Bau der Amureisenbahn 1910 Pristan-Bureja. Ab 1935 war der offizielle Name Bureja-Pristan („Bureja-Anlegestelle“) und seit dem Verleih des Status einer Siedlung städtischen Typs 1949 schließlich Nowobureiski (etwa „Neu-Bureja-Siedlung“). Seit 1963 ist Nowobureiski Zentrum des 1935 gegründeten Bureiski rajon; zuvor befand sich der Verwaltungssitz in der 5 km nordwestlich gelegenen Siedlung Bureja.

### Bevölkerungsentwicklung
| Jahr | Einwohner |
| ---- | --------- |
| 1939 | 3197      |
| 1959 | 5972      |
| 1970 | 8741      |
| 1979 | 8649      |
| 1989 | 8988      |
| 2002 | 8892      |
| 2010 | 8344      |
| 2021 | 6827      |

Anmerkung: Volkszählungsdaten

## Verkehr
Östlich an Nowobureiski führt die Fernstraße M58 Amur von Tschita nach Chabarowsk vorbei, Teil der transkontinentalen Straßenverbindung. Deren gut 700 m lange Brücke über die Bureja oberhalb des Ortes wurde zwischen 1998 und 2001 errichtet. In Nowobureiski zweigt die Regionalstraße R461 ab, die über Bureja, Progress und Raitschichinsk weiter durch den zentralen Teil der Seja-Bureja-Ebene über Tambowka in das Oblastzentrum Blagoweschtschensk führt.
Unterhalb des Ortes kreuzt die Transsibirische Eisenbahn auf zwei Brücken die Bureja, deren ältere 1914 mit der damaligen Amureisenbahn fertiggestellt wurde. Die nächstgelegene Station befindet sich bei der Siedlung Bureja bei Streckenkilometer 8030 ab Moskau. Von dort führt eine Güteranschlussbahn zu einigen Betrieben in Nowobureiski.